# O Festival dos Trovadores
O Festival dos Trovadores (em turco:  Âşıklar Bayramı) é um filme de drama turco produzido pela OGM Pictures, lançado na Netflix em 2 de setembro de 2022, dirigido e escrito por Özcan Alper e estrelado por Kıvanç Tatlıtuğ e Settar Tanrıöğen.

## Elenco e personagens
- Kıvanç Tatlıtuğ - Yusuf
- Settar Tanrıöğen - Heves Ali
- Laçin Ceylan - Zere Kadın
- Erkan Can - Kul Yakup
- Burcu Cavrar - Dilek Hemşire
- Çetin Kemal Sarıkartal - Mamoş
- Erkan Bektaş - Çavuş Bekir
- Uğur Uzunel - Salim
- Pınar Göktaş - Dra. Zehra
- Şirin Ergüven Hamşioğlu - Meryem
- Nihayet Şahin  - Serap